# Majantja FC
El Majantja Football Club és un club de Lesotho de futbol de la ciutat de Mohale's Hoek. Va ser fundat el 1932.

## Palmarès
- Lliga de Lesotho de futbol:[2]

1970-71, 1994-95